# Теренсай (посёлок, Оренбургская область)
Теренса́й — посёлок в Адамовском районе Оренбургской области. Административный центр сельского поселения Теренсайский сельсовет.

## Название
Название получено от железнодорожной станции на перегоне железной дороги Орск — Карталы (строилась в 1929−1931 годах). Наименование железнодорожной станции дано по наименованию оврага, расположенного рядом, в долине реки Жуса («Теренсай» по-казахски — «Глубокая канава»).

## География
Посёлок находится в восточной части региона, в 80-ти километрах от г.Орск, на западе района, в подзоне типчаково-ковыльных степей. в 30 км почти строго на запад от райцентра Адамовка, на реке Жуса (левый приток реки Суундук), в среднем течении.
Высота над уровнем моря 305 м.
Климат
Климат характеризуется как резко континентальный с морозной зимой и жарким летом. Среднегодовая температура воздуха составляет 1,5 °C . Абсолютный максимум температуры воздуха составляет 42 °C; абсолютный минимум — −42 °C. Среднегодовое количество атмосферных осадков составляет 280—330 мм. При этом около 75 % осадков выпадает в тёплый период. Снежный покров держится в среднем около 152 дней в году.

## История
Официально основан в 1929 году (хотя поселение существовало ранее, судя по надгробным плитам казахских племен, проживавших здесь) в связи с основанием центральной усадьбы совхоза-гиганта «Каинды-Кумакский».

## Население
| 2010 |
| ---- |
| 1284 |

## Инфраструктура
В посёлке действуют средняя школа, детский сад на 45 мест, отделения «Почты России», «Сбербанка», приход Иверской иконы Божией Матери, мечеть, дом культуры, фельдшерский пункт.
Экономика
В Теренсае расположен один из двух элеваторов Адамовского района (находится под управлением ОАО «Теренсайский элеватор»). СПК «Теренсайский» — одно из девяти крупных сельхозпредприятий района. В 2013 году урожайность зерновых на угодьях данного предприятия составило 11,2 ц/га (третье место в районе).
На территории Теренсайского сельсовета ведется добыча медноколчеданновых руд, цинка и золота АО «ОРМЕТ». Недалеко от села обнаружено месторождения высококачественного каолина.

## Транспорт
В посёлке находится железнодорожная станция Теренсай Южно-Уральской железной дороги, в 2 км западнее посёлка — военный аэродром Теренсай.
Проходит автодорога регионального значения «Теренсай — Адамовка» (идентификационный номер 53 ОП РЗ 53К-0211000).